# Typhlodromus commenticius
Typhlodromus commenticius är en spindeldjursart som beskrevs av Livshitz och Kuznetsov 1972. Typhlodromus commenticius ingår i släktet Typhlodromus och familjen Phytoseiidae. Inga underarter finns listade i Catalogue of Life.